# Klein Quenstedt
Klein Quenstedt is een plaats en voormalige gemeente in de Duitse deelstaat Saksen-Anhalt, en maakt deel uit van de Landkreis Harz. De toenmalige zelfstandige gemeente werd op 1 januari 1996 geannexeerd door Halberstadt.